# 男はつらいよ 寅次郎物語
『男はつらいよ 寅次郎物語』（おとこはつらいよ とらじろうものがたり）は、1987年12月26日に公開された日本映画。男はつらいよシリーズの39作目。タイトルは同年に森川時久監督による映画が公開された『次郎物語』のパロディである。が、冒頭の回想夢と寅が為し得なかった母親との素直な再会を秀吉を通してやり直すという点から見ると寅次郎の「物語｣である。

## 作品概要
薄幸の少年のために一緒に母親探しの旅に出る寅次郎（渥美清）が、やはり男運の悪い美人（秋吉久美子）と出会い…。「ふることもふられることもない」マドンナとの関係。寅次郎は自らが渡世人であることを強く意識し、立場をわきまえる。そのためもあってか、とらやでの騒動は一度もないに等しい。
時期的には『キネマの天地』（1986年）と『ダウンタウン・ヒーローズ』（1988年）の間に公開されている。山田洋次監督のロード・ムーヴィとしては『家族』（1970年）、『幸福の黄色いハンカチ』（1977年）がある。
ラスト、17歳の満男（吉岡秀隆）の「人間はなんで生きているのかな」の問いに寅次郎が真摯に答える場面については、100年インタビュー（NHKデジタル衛星ハイビジョン2007年11月15日放送）で山田洋次監督が幸せの価値について、やはり自作の『学校』(1993年)と併せて解説した。

## あらすじ
寅次郎の夢　寒い雪の夜、他人の物に手を掛けたことで父親から激しく折檻される少年寅、かばう母。寅は初めての家出をする。追いすがるさくら。「今にきっと偉い人間になって帰ってくるからな」今も同じだと気づいた時に兄を呼ぶ女の子の声で目が覚める。
「とらや」を秀吉という男の子が訪ねてくる。秀吉は、テキヤ仲間「般若の政」とふで（五月みどり）の子どもで、女・酒・賭博に溺れる極道者の政が、ふでに蒸発され、秀吉を遺して急死したので、「俺が死んだら寅を頼れ」という遺言で、郡山から柴又へやって来たのだ。とらやの皆はびっくりするが、間もなく寅が帰り、「ふでが秀吉を捨てた」という誤解からふでを強く擁護する。
二人の母親捜しの旅が始まった。テキヤ仲間の情報をもとに、和歌山へ。天王寺で誘拐犯と間違えられて派出所に連行されるといった騒動を起こしつつも、ふでが新和歌浦のホテルで働いていることをつきとめる。しかし、訪ねると既に吉野に移ったという。元気のない秀吉を励まし、吉野へ行くがそこにもいない。その晩、秀吉は旅の疲れから高熱を出し、旅館で寝込んでしまう。隠居していた老医師(松村達雄)の適切な処置とたまたま隣室にいた宿泊客・高井隆子（秋吉久美子）の手厚い看護もあり、秀吉は何とか回復する。寅次郎と隆子は成り行きで「かあさん」「とうさん」と呼び合うことになる。隆子は美貌のわりには幸福とはいえない女だった。男に捨てられ死んでしまおうと思っていたという。宿の夜、ふでの居所がつかめ、明日はという段になり二の足を踏み出す寅、秀吉を自分の息子とし隆子と共に柴又に帰ろうと提案するが、秀吉は寝てしまっている。とっくりを片手に部屋に入ってきた隆子。別れを惜しむ旅人同士の二人は再会までの操を契る。突然「大事な人生なのに粗末にしてしまった」と泣き崩れる隆子に寅は「大丈夫だよ。これからいいこと一杯待ってるよ。な」と優しく声をかける。「そうね、生きててよかった。そう思えるようなことがね」隆子は秀吉と寅の布団の間に入り、堕胎した子が秀吉くらいだと告白する。布団に入るよう促し手を伸ばす隆子、横になった寅の頬に手が触れ押し戻したところで秀吉の盛大なおねしょで雰囲気は台無しとなる。(寅は救われた？)
隆子との別れ、｢さよなら、体に気を付けてね｣「かあさん、どうもありがとう」｢かあさんもよ、今度会うときにはもっと幸せになってるんだぞ。な」
寅と秀吉の旅は続く。ふでが働いているという志摩の島に連絡船で渡り、目当ての松井真珠店へ行くと、病気のため海岸の別荘で療養中とのことだった。久しぶりに息子に対面して喜ぶふでを見て、寅はホッとする。寅は引きとめられたが、秀吉が自分に未練を感じてはいけないと連絡船の乗り場へと急ぐ。更に心を鬼にして、「一緒に柴又へ帰りたい」という秀吉を叱る。秀吉は、寅の乗った船を泣きながら追う。
柴又にいったん帰ったがすぐに正月の商売へと発つ寅を見送りながら、満男が「人間は何のために生きてんのかな」と問うと、寅は「生まれてきてよかったなって思うことが何べんかあるじゃない。そのために人間生きてんじゃねえのか」と答え、「そのうちお前にもそういう時が来るよ」と言って別れる。
正月に隆子がとらやを訪ねてきた。隆子はさくらたちとの会話で、秀吉が無事母親に会えたことを知り、寅と「とうさん」「かあさん」と呼び合ったことを思い出して笑う。ふでからの「秀吉と２人で幸せに暮らしています」との感謝の賀状もとらやに届いていた。二見浦で露店を開き、仲間と雑談している寅の前をふでと秀吉と連絡船の船長（すまけい）が仲睦まじく通り過ぎる。寅は、「俺たちのような人間が声をかけると迷惑なんだ」と隠れつつ、一人ごちる。「船長が秀のてておやか。いいだろう。あいつだったらいいだろう」と。

## エピソード
- 冒頭の夢のシーンでは今まで語られていた寅次郎の家出の経緯が映像化されており、父親で既に死去している車平造と母親.車光子が障子越しのシルエットではあるが登場（平造は助監督の五十嵐敬司が演技している）。この際の全貌は2019年のドラマ『少年寅次郎』最終回で描かれている。
- 隆子が車を運転するシーンがあるが、演じた秋吉久美子はこの映画撮影のため、一週間前に運転免許を取ったばかりだった。
- とらや向かい江戸家店頭の女性が交代。

- DVDに収録されている特典映像の予告編には以下のような別カットや没シーンが収録されている。
  - 隆子が秀吉に「何が飲みたい」と尋ねるシーンで、本編では「牛乳、ジュース」と聞いているが、予告編では「ジュース、牛乳」の順となっている。
  - 隆子が甘いものを持って階段を駆けていくシーンでは、予告編では寅次郎に抱き着くように渡しているが、本編では普通に手渡している。
  - 伊勢で、寅次郎と秀吉が橋を歩くシーン。
- 使用されたクラシック音楽
  - テクラ・バダジェフスカ作曲：『乙女の祈り』オルゴール～柴又商店街からとらやに聞こえてくる
  - ユージン・コスマン（古関裕而）編曲『別れのワルツ』（原曲・スコットランド民謡『蛍の光（オールド・ラング・サイン）』）～寅さんと秀吉が泊まる大阪の宿屋
  - イングランド民謡：『グリーンスリーブス』～隆子が勤めるデパートの店内
  - アイルランド民謡：ロンドンデリーの歌（ダニー・ボーイ）～柴又駅、寅さんと満男の別れのシーン

## キャスト
- 車寅次郎：渥美清
- 諏訪さくら：倍賞千恵子
- 高井隆子：秋吉久美子 - 淡路島生まれ。化粧品の美容部員。
- ふで：五月みどり - 夫でテキヤの般若の政から、息子・秀吉を置いたまま、行方知れずとなる。
- 車竜造（おいちゃん）：下條正巳
- 車つね（おばちゃん）：三崎千恵子
- 諏訪博：前田吟
- 桂梅太郎（タコ社長）：太宰久雄
- 源公：佐藤蛾次郎
- 諏訪満男：吉岡秀隆
- 警官：イッセー尾形 - 大阪 天王寺駅前派出所 巡査
- 長吉：笹野高史 - 奈良県 吉野町 八木屋翠山荘主人
- テキ屋仲間 : じん弘
- 小岩のポンシュウ：関敬六
- 印刷工・中村 : 笠井一彦
- 篠原靖治
- 光映子
- 翠山荘の仲居 : 谷よしの
- 江戸屋 : 石川るみ子
- 翠山荘の勤務 : 川井みどり
- ゆかり : マキノ佐代子
- 児童福祉相談員 : 橋浦聡子
- 佐藤秀吉：伊藤祐一郎（子役）- 寅さんを訪ねて、郡山からやってくる。寅さんが名付け親。
- 宿屋の女中（大阪）：正司敏江 - ホテル『入舟』
- あけみ：美保純
- 船長：すまけい - 伊勢志摩観光船。タクシー運転手を兼ねる。
- 君子：河内桃子（特別出演）  - 賢島の老舗・松井真珠店を切り盛りする女主人。
- 菊田医師：松村達雄  - 吉野町 菊田医院（耳鼻科）現在は息子に任せ引退。
- 御前様：笠智衆
- 板前姿の男 : 出川哲朗（ノンクレジット）
  - 佐藤2019、pp.639-640より

## ロケ地
- 茨城県、常総市(中妻駅)
- 東京都葛飾区(葛飾野高校)
- 奈良県吉野郡吉野町(吉野山、銅の鳥居、翠山荘、金峰寺(原文ﾏﾏ)、大和上市駅)、宇陀市(棒原山野辺三・踏切)
- 和歌山県和歌山市(和歌山駅、和歌の浦)
- 三重県志摩市（賢島[2]）、伊勢市(二見町、二見浦、二見興玉神社)
- 静岡県沼津市(内浦三津・エンディング)
- 鉄道路線・関東鉄道、JR阪和線、JR和歌山線

## スタッフ
- 監督：山田洋次
- 脚本：山田洋次、朝間義隆
- プロデューサー：島津清
- 音楽：山本直純

## 記録
- 観客動員：143万4000人[3]
- 配給収入：10億5000万円[4]（10億4000万円[3]とも）
- 上映時間：101分

## 受賞
- 第12回日本アカデミー賞[5]
  - 優秀監督賞／山田洋次
  - 優秀助演女優賞／秋吉久美子
  - 優秀脚本賞／山田洋次、朝間義隆
  - 優秀録音賞／松本隆司、鈴木功
- 第1回日刊スポーツ映画大賞・石原裕次郎賞 主演男優賞／渥美清

## 同時上映
- 『女咲かせます』